# Tubabao

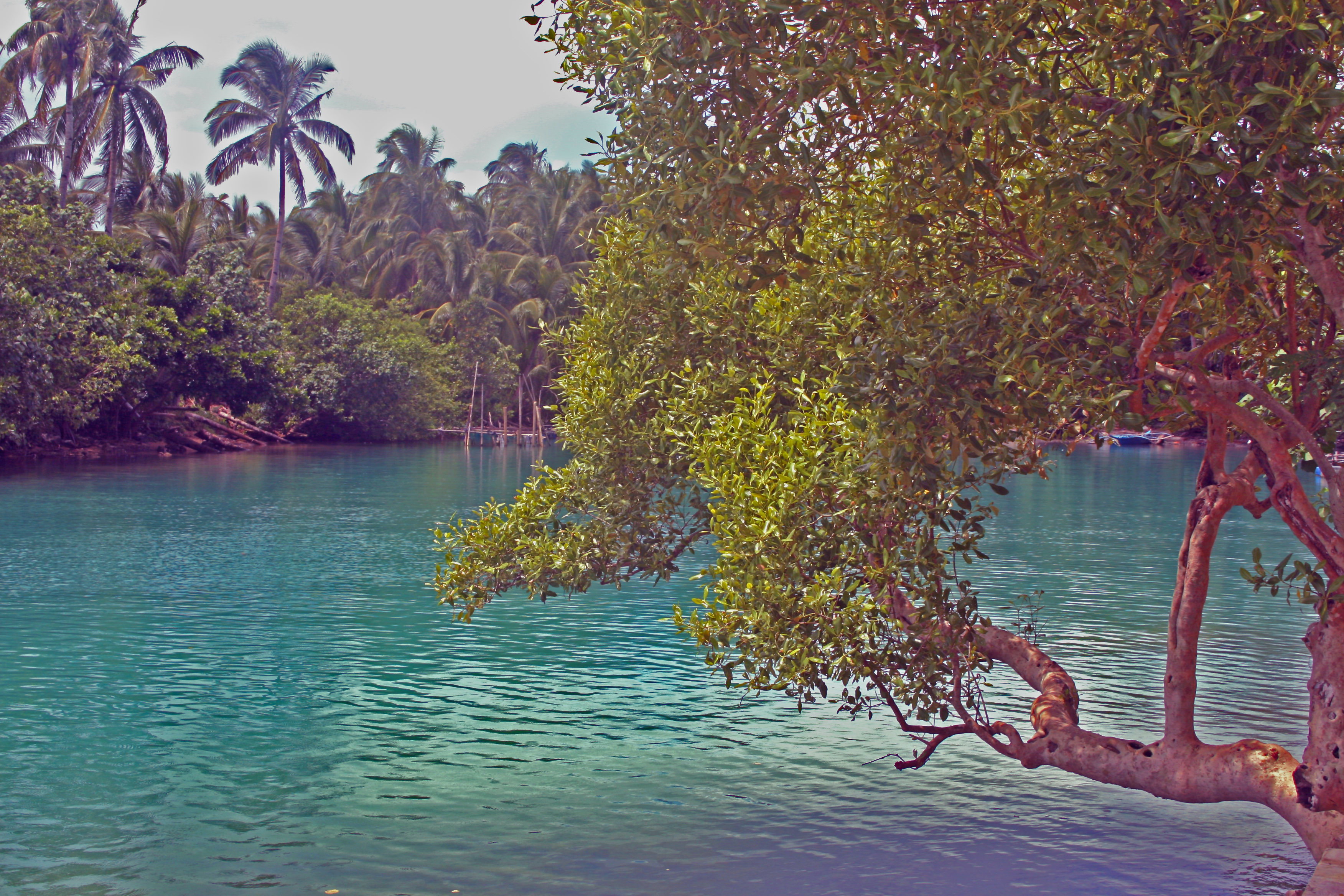
Malá laguna na ostrově Tubabao

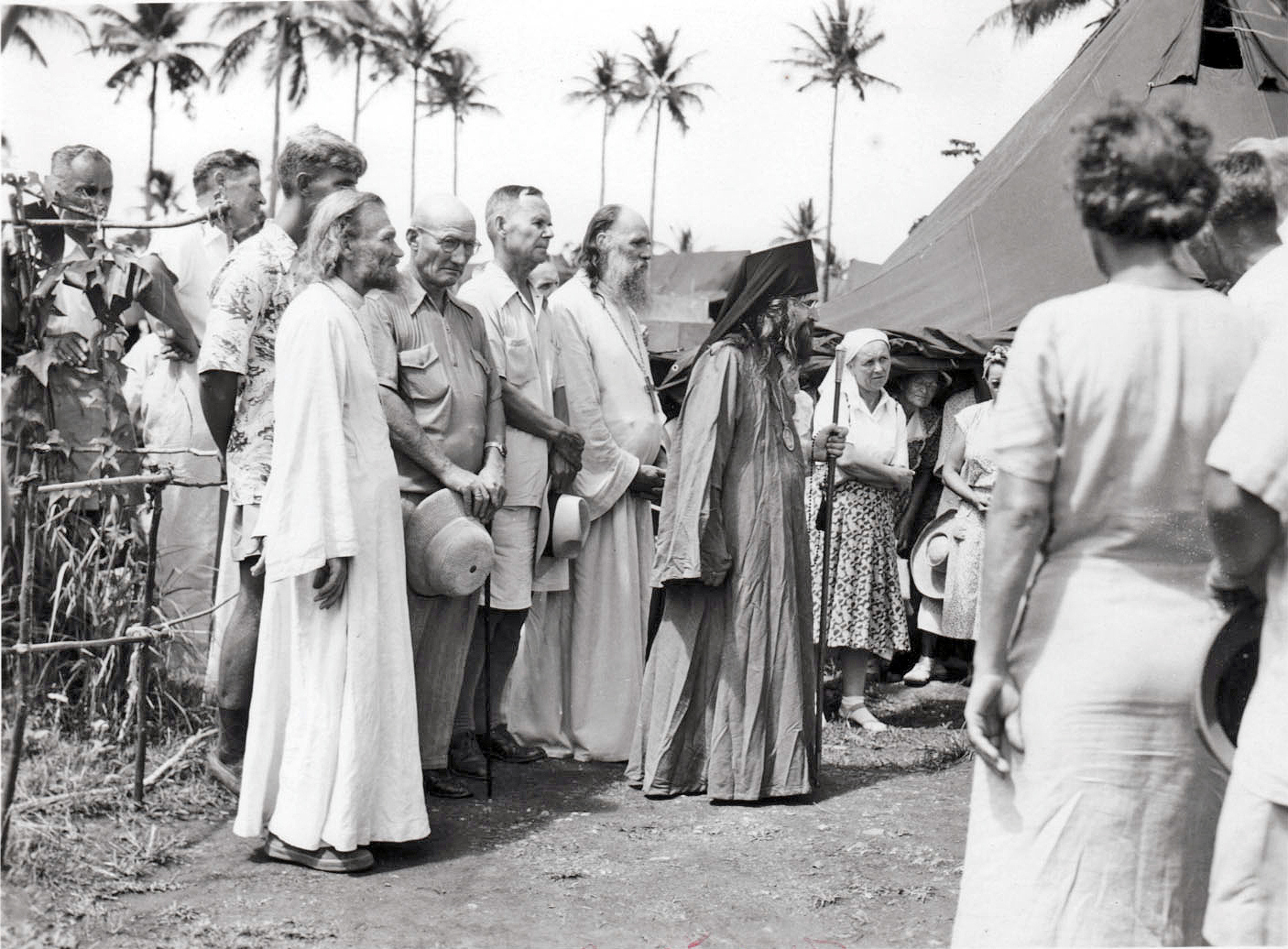
Svatý Jan Šanghajský na ostrově Tubabao

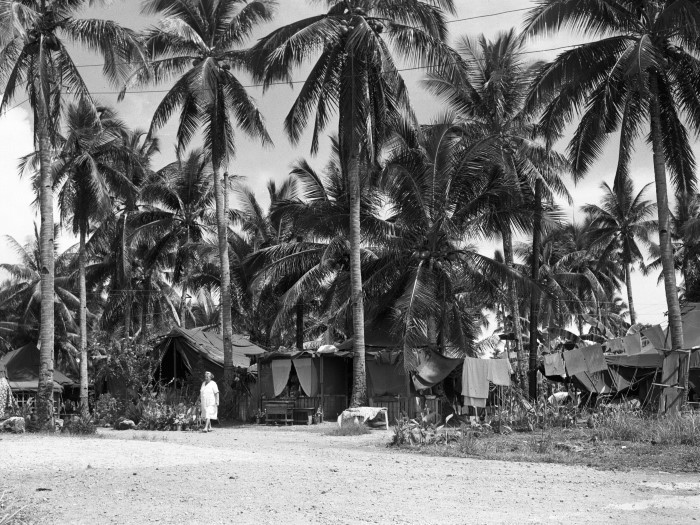
Chatrče emigrantů, kteří v nich prožili přibližně tři roky na ostrově

Tubabao je ostrov u jihovýchodního cípu ostrova Samar. Je to jeden z ostrovů zahrnujících město Guiuan v provincii Východní Samar v centrálně-východní části Filipín. Ostrov se nachází v blízkosti centra města.

## Uprchlíci z Ruska
Tubabao využívala Mezinárodní organizace pro uprchlíky (IRO) v letech 1949 a 1950 jako dočasné útočiště pro 5 000 ruských uprchlíků prchajících z Číny. Na ostrově uprchlíci postavili dva provizorní chrámy: svatého Serafína a svatého Michaela.
Rusové přežili ruskou revoluci v roce 1917 a ruskou občanskou válku v letech 1919-1920, kdy byla carská autokracie svržena socialisty. Některým Rusům se podařilo uprchnout a uchýlit se do cizích zemí.
Mnoho z nich se usadilo v Číně, zejména v Charbinu a Šanghaji. Většina těchto uprchlíků přežila druhou světovou válku, ale Čínu převzali komunisté, a tak ORI požádala všechny země světa, aby Rusům poskytly ubytování. Filipíny se dobrovolně přihlásily a nabídly ostrov Tubabao.
Ruští uprchlíci pak mohli zůstat ve Spojených státech, Austrálii, Kanadě a zemích Jižní Ameriky. Většina uprchlíků se stala občany zemí, ve kterých se usadili.